# 托马斯·克尔
托马斯·乔丹·克尔（英語：Thomas Jordan Kerr，1996年—）是苏格兰政治家，现任格拉斯哥市议会谢特尔斯顿英国改革党籍议员。他在2017年以苏格兰保守党党员身份当选议员，并在2019年成为该党在格拉斯哥市议会的领袖。2025年，他跳槽至英国改革党，使他成为该党首位格拉斯哥市议员。

## 早年
克尔出生于1996年。他母亲在他出生前便因滥用海洛因患上毒瘾。所以他在小学时期都是由爷爷奶奶照顾。母亲戒毒后，克尔再次回到母亲身边，但没过多久便复吸。克尔只好投奔姑妈，后又和爷爷奶奶住在一起。据克尔所说，他的父亲名为比利（Billy）是奥兰治兄弟会成员，2人关系时好时坏，比利在他小时候便抛下他离开。比利也深受海洛因困扰，并在2016年因毒品问题逝世，终年43岁。
克尔在克兰希尔长大，在谢特尔斯顿的东岸学院求学。他之所以会对政治感兴趣是因为10岁那年他被身为苏格兰民族党支持者的姑妈拉去参加反对伊拉克战争的抗议。2008年，他见到他的政治偶像苏格兰工党籍议员，并开始为保罗·马丁和弗兰克·麦卡维蒂助选。随后，他从电视上知道苏格兰保守党领袖安娜贝尔·戈尔迪后决定转向右翼，并在2011年加入该党。2014年苏格兰独立公投前，他参加Better Together运动。

## 政治生涯
克尔首次参选是在2016年苏格兰议会选举，竞选目标是格拉斯哥谢特尔斯顿选区，但未能成功。2017年格拉斯哥市议会选举中，他当选谢特尔斯顿区议员，并成为格拉斯哥市议会苏格兰保守党副领袖。2019年5月，该党市议会领袖戴维·米克尔（David Meikle）因其妻子、前苏格兰民族党政治家娜塔莉·麦加里贪污罪成立而辞职，克尔因此成为新任领袖。他也成为格拉斯哥市议会最年轻的政党领袖。
克尔曾在2017年和2019年竞选东格拉斯哥选区，但都失败。2021年苏格兰议会选举中，他再次竞选格拉斯哥谢特尔斯顿失败。克尔在2022年格拉斯哥市议会选举中成功连任，是唯二保住席位的保守党议员。随后，他参与2023年拉瑟格伦和西哈密尔顿补选，得票率第3。先驱报记者凯文·麦克纳（Kevin McKenna）在竞选活动与克尔会面后评价他有望成为未来苏格兰保守党的领袖。2024年英国大选中，他再次竞选东格拉斯哥，但又以失败告终。
2025年1月，克尔跳槽至英国改革党是该党首位格拉斯哥市议员。他表示苏格兰过度沉溺批评苏格兰民族党，且缺乏对中右翼保守主义的愿景，并称该党领袖罗素·芬德利已无力掌控这个分崩离析的政党。芬德利表示对克尔的叛离感到失望。有消息透露他跳槽的原因是英国改革党同意在下届选举中将他在格拉斯哥侯选人名单中列为首位。

## 家庭
克尔和未婚妻育有一子。